# Přeskače
Přeskače är en ort i Tjeckien.   Den ligger i regionen Södra Mähren, i den sydöstra delen av landet, 170 km sydost om huvudstaden Prag. Přeskače ligger 358 meter över havet och antalet invånare är 106.
Terrängen runt Přeskače är platt. Runt Přeskače är det ganska glesbefolkat, med 48 invånare per kvadratkilometer. Närmaste större samhälle är Znojmo, 17,9 km söder om Přeskače. Trakten runt Přeskače består till största delen av jordbruksmark.